# Sikker på cykel
|  | Denne artikel er oprettet af botten Steenthbot ud fra en ekstern database. Den kan derfor have sproglige fejl eller mangler. Denne skabelon kan fjernes efter kontrol af indholdet. |

Sikker på cykel er en dansk dokumentarfilm fra 1983 instrueret af Claus Ørsted og efter manuskript af Claus Ørsted og Hans J. Johansen.

## Handling
OBS. Færdselslære i 2-3. klasse